# Hugo Covarrubias
Hugo Rodrigo Covarrubias Álvarez (Chile, 2 de noviembre de 1977) es un diseñador gráfico y director de animación chileno nominado al premio Óscar en la categoría de mejor cortometraje animado.

## Biografía
Covarrubias nació en 1977 y estudió diseño gráfico en la Universidad de Arte y Ciencias Sociales.
En 2006 creó la compañía teatral Maleza junto con Muriel Miranda e hicieron la primera obra en Chile que mezclaba animación con teatro. En 2007 dirigió su primer cortometraje animado llamado El almohadón de plumas, basado en el relato homónimo del escritor uruguayo Horacio Quiroga usando la técnica de stop motion.
Posteriormente estrenó  en el Montreal Stop Motion Film Festival de 2012 su segundo cortometraje animado llamado La noche boca arriba, esta vez basado en el cuento homónimo del escritor argentino Julio Cortázar que contó con el financiamiento del Consejo Nacional de la Cultura y las Artes a través del Fondo Audiovisual 2011.
Fue uno de los creadores de la serie de televisión Puerto Papel. La producción, financiada por cadenas de Chile, Colombia, Argentina y Brasil, estuvo animada a través de stop motion y utilizaba el papel como materia prima.
Actualmente es docente de la Escuela de Creación Audiovisual de la Facultad de Arquitectura y Artes de la Universidad Austral de Chile.

## Filmografía

### Cortometrajes
| Año  | Título                 | Papel                                                                      | Notas | Ref(s) |
| ---- | ---------------------- | -------------------------------------------------------------------------- | ----- | ------ |
| 2007 | El almohadón de plumas | Director, guionista, director de fotografía, director de arte y animador   |       | [ 10 ] |
| 2012 | La noche boca arriba   | Director, guionista, director de fotografía, montajista y director de arte |       | [ 11 ] |
| 2021 | Bestia                 | Director, guionista, director de fotografía y animador                     |       | [ 12 ] |